# Sarah Pavan
Sarah Lindsey Pavan (Kitchener, 16 de agosto de 1986) es una deportista canadiense que compite en voleibol, en la modalidad de playa.
Ganó una medalla de oro en el Campeonato Mundial de Vóley Playa de 2019, en el torneo femenino. Participó en dos Juegos Olímpicos de Verano, en Río de Janeiro 2016 y Tokio 2020, ocupando en ambas ocasiones el quinto lugar en el torneo femenino.

## Palmarés internacional
| Campeonato Mundial | Campeonato Mundial  | Campeonato Mundial | Campeonato Mundial     |
| Año                | Lugar               | Medalla            | Pareja                 |
| ------------------ | ------------------- | ------------------ | ---------------------- |
| 2019               | Hamburgo (Alemania) | Medalla de oro     | Melissa Humana-Paredes |